# Kwikwetlem

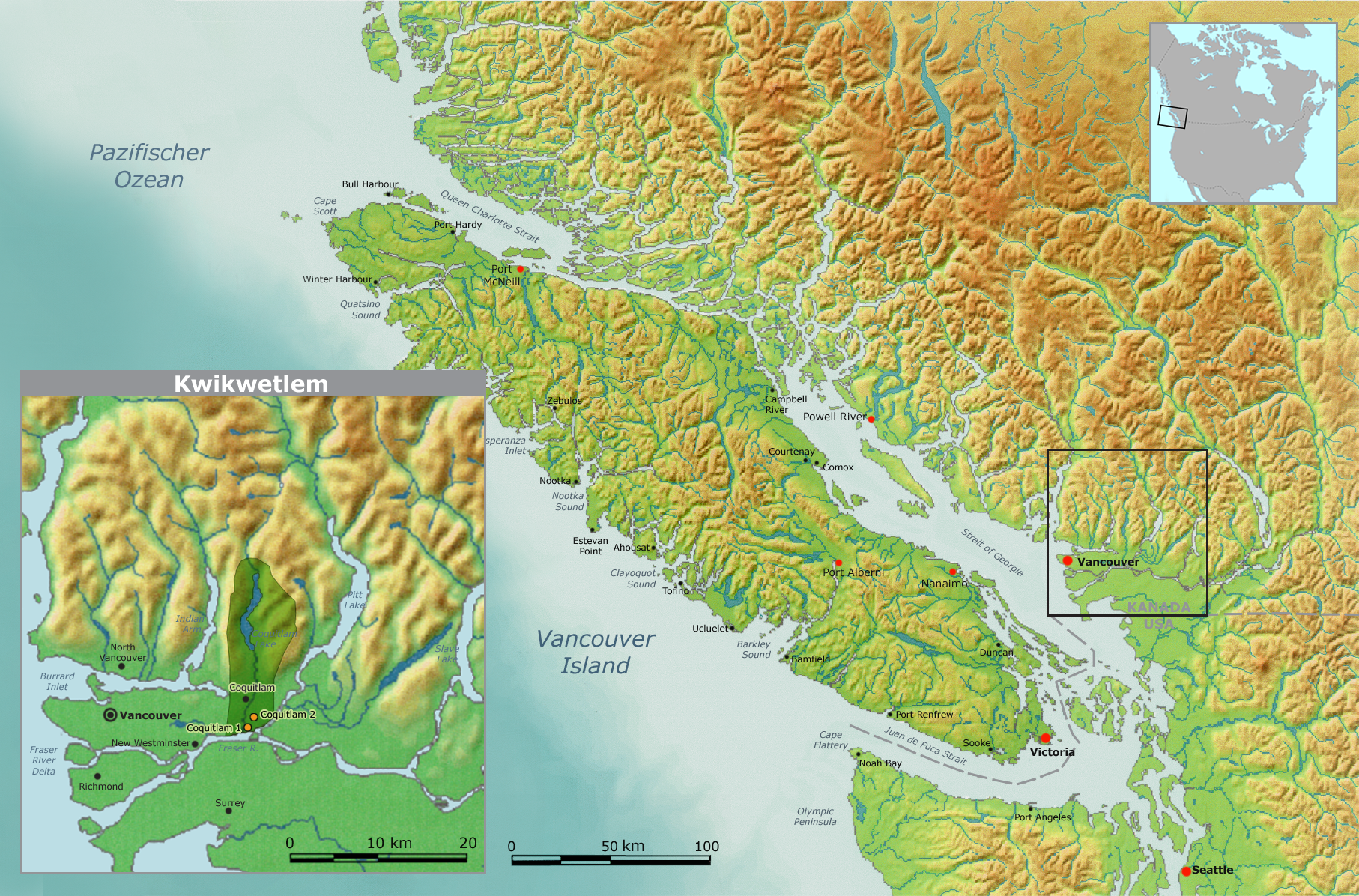
Traditionelles Territorium der Kwikwetlem und Hauptreservate

Die Kwikwetlem oder Kwikwetlem First Nation (auch Kwayhquitlum, Coquitlam u. ä.) sind eine der First Nations im Fraser Valley in British Columbia. Sie leben an der Mündung des Coquitlam in den Fraser River und in Port Coquitlam. Zum Stamm, der sowohl in den USA als auch in Kanada lebt, zählten im August 2009 genau 63 Menschen auf kanadischem Gebiet.
Sie gehören zu den Küsten-Salish und sprachen Hun’qum’i’num, einen Dialekt des Downriver-Halkomelem. Ihre Nachbarn waren die Tsleil-Waututh im Norden und die Tsawwassen im Süden. Der Name bedeutet „Roter Fisch im oberen Fluss“.
Nach ihnen ist der Ort Coquitlam benannt.

## Geschichte
1978–1981 grub die Archäologin Valerie Patenaude ein Sommerdorf am Mary Hill by-pass aus, das wohl 6.000 Jahre durchgängig in Gebrauch war. 50.000 Artefakte wurden gesichert. Sie befinden sich heute im Royal British Columbia Museum in Victoria.

### Europäer
Die Kwikwetlem bezeichneten die Europäer als Xwelitems oder "Hungriges Volk". Simon Fraser bereiste 1808 den nach ihm benannten Fraser River. Er beschrieb ein Langhaus der Kwikwetlem, das 640 Fuß lang und 60 breit war. Die Vorderseite war 18 Fuß hoch und die Pfosten hatten einen Durchmesser von 3 Fuß. Einer der Pfosten diente als Durchgang. Darüber hing eine lebensgroße Figur, die ein Tier und/oder einen Vogel darstellte.
1846 einigten sich Großbritannien und die USA auf den 49. Breitengrad als Grenze, 1859 besuchte J. W. Trutch das Gebiet. 1860 eröffnete die katholische St. Charles Mission in New Westminster, die noch im selben Jahr Kontakt zum Stamm aufnahm. Im Mai 1861 wurde der Stamm als „Coquitlam Tribe“ bezeichnet. Er erhielt als einer der ersten Stämme ein Reservat von Gouverneur Douglas. Das 1871 zugewiesene Indian Reserve 2 entstand wegen einer dort befindlichen Begräbnisstätte.
Wenige Jahre später wurde Coquitlam gegründet, die den Namen des Häuptlings Kwikwetlem William trägt. Ab 1878 durften Indianer nicht mehr zu kommerziellen Zwecken Fisch fangen. Mit dem Indian Act von 1884 wurden wichtige Institutionen, wie der Potlatch, verboten, 1889 wurde ein System der Fischereierlaubnis etabliert, womit der kommerzielle Fischfang beendet wurde. Erst ab 1923 durften solche Lizenzen gekauft werden.
Obwohl Kanada seit 1927 Gerichtsentscheidungen um Landansprüche unterband, nahm 1931 die Native Brotherhood of British Columbia diese Aufgabe heimlich wahr. Zwanzig Jahre später wurde das Potlatch-Verbot aufgehoben. Häuptling Kwikwetlem William, der am 23. April 1953 starb, wurde angeblich 110 Jahre alt. Zu seiner Beerdigung erschienen 700 bis 800 Trauergäste. Sein Nachfolger wurde Tommy William. 1992 wurde die British Columbia Treaty Commission eingesetzt.

### Aktuelle Situation
Das größere Reservat und das Wohngebiet des Stammes ist Coquitlam 2, das 81,9 ha umfasst. Es liegt auf dem linken Ufer des Coquitlam River, 3 km oberhalb seiner Einmündung in den Fraser River. Coquitlam 1 umfasst nur 2,6 ha und liegt knapp 7 km östlich von New Westminster, auf dem rechten Ufer des Coquitlam River. Im Reservat lebten im August 2008 31 Menschen, die übrigen Mitglieder des aus 63 Menschen bestehenden Stammes lebten außerhalb des Reservats.